# Razzaq Farhan
Razzaq Farhan Mussa (arabe : رزاق فرحان موسى) (né le 1er juillet 1977 à Bagdad en Irak) est un footballeur international irakien, qui évoluait au poste d'attaquant.

## Biographie

### Carrière en sélection
Avec l'équipe d'Irak, il joue 60 matchs (pour 24 buts inscrits) entre 1998 et 2007. 
Il figure dans le groupe des sélectionnés lors de la coupe d'Asie des nations de 2004, où son équipe atteint le stade des quarts de finale.
Il participe également aux JO de 2004. Il joue 5 matchs lors du tournoi olympique, inscrivant un but contre le Paraguay lors de la demi-finale.
Il dispute enfin trois matchs comptant pour les tours préliminaires de la coupe du monde 2002.